# Fi dels Bessons
Fi dels Bessons (φ Geminorum) és un estel a la constel·lació dels Bessons de magnitud aparent +4,98.
Encara que no té nom propi, al costat de θ Geminorum, ι Geminorum, ν Geminorum i τ Geminorum, era coneguda com a Woo Chow Shih o Woo Choo How, «Els Set Prínceps Feudals de la Xina». D'acord a la nova reducció de les dades de paral·laxi d'Hipparcos, s'hi troba a 223 anys llum de distància del sistema solar.
Fi Geminorum és un estel blanc de la seqüència principal de tipus espectral A3V. Semblant a Heze (ζ Virginis) o Megrez (δ Ursae Majoris), la seva temperatura superficial és de 8375 K. Té una lluminositat 44 vegades superior a la lluminositat solar, superior a la dels estels abans citats. Això és conseqüència de la seva major massa —2,32 vegades major que la massa solar—, així com el seu estat evolutiu més avançat —ha recorregut el 83% del seu trajecte dins de la seqüència principal. El seu diàmetre angular estimat, 0,56 mil·lisegons d'arc, permet avaluar el seu radi, sent aquest 4,1 vegades més gran que el radi solar. Gira sobre si mateixa amb una velocitat de rotació igual o major de 160 km/s.
Fi Geminorum és una binària visual el període orbital de la qual és de 581,75 dies. L'òrbita és circular. Res se sap sobre la seva companya estel·lar.